# كلية الزراعة (جامعة الإسكندرية)
كلية الزراعة بجامعة الإسكندرية تقع في مدينة الإسكندرية تقابل في محطة الترام محطة الشاطبي بجوار نادي الاتحاد بشارع أفلاطون.

## أقسام الكلية
الكلية تضم مجموعة من الأقسام الهامة في مجال الزراعة مثال ذلك قسم الأراضى والمياة وقسم كيمياء المبيدات والمحاصيل وتكنولوجيا الصناعات الغذائية والألبان والأقتصاد المنزلى وأقسام الأنتاج الحيوانى والداجنى.
ويعتبر قسم الهندسة الزراعية بفروعة المختلفة من الأقسام المهمة جدا لخدمة المجالات الزراعية وأكسابها طابعا ميزا لربطه بين أساليب الزراعة التقليدية والزراعة المتطورة من وجهة النظر الهندسية وتطبيقاتها في مجال الزراعة - والمرحوم الدكتور/ أمين على إبراهيم هو أول من فكر في أنشاء هذا القسم الهام بكلية الزراعة بالأسكندرية عام 1963.
ومبنى كلية الزراعة الحالى كان يشغله قبل ذلك مستشفى الليتوريا(تتبع الجالية الأيطالية) ثم كلية الحقوق عام 1955 ثم انتقلت الية كلية الزراعة عام 1958 من مدينة دمنهور إلى الإسكندرية حيث أن الكلية تاسست عام 1947